# Tamias ochrogenys
Tamias ochrogenys är en däggdjursart som först beskrevs av Clinton Hart Merriam 1897.  Den ingår i släktet jordekorrar och familjen ekorrar. Inga underarter finns listade i Catalogue of Life.

## Beskrivning
En stor jordekorre med en längd mellan 23 och 30 cm, inräknat en svans mellan 10 och 13 cm. Honan är omkring 5 % större än hanen. Pälsens grundfärg är mörkt gulbrun med dragning åt grönt till mörkt ockrafärgad. Svansens ovansida är mörkt rödbrun till orange; undersidan skiljer sig inte från pälsens grundfärg. På ryggen och sidorna har den 5 svarta längsband, med 4 beige band mellan de svarta. Liknande band finns ovanför och under ögonen. Buken är beige till blekgul. Arten ömsar päls två gånger per år, på vår och höst. Vinterpälsen är längre, tätare och mjukare än sommarpälsen. Käkarna har 22 tänder. Honan har 8 spenar.

## Ekologi
Arten är en dagaktiv jordekorre som förekommer i barrskog, bland annat i kustnära skogar av amerikansk sekvoja med tät undervegetation. Den kan gå upp till 1 280 m i bergen. Den gräver ut bon för skydd och födolagring i täta buskage och under timmerstockar. Dessa är ofta omfattande system av många små tunnlar. Arten är mindre aktiv under vintern, men sover ingen vintersömn.

### Föda och predation
Arten livnär sig av många olika växtdelar, som frön, frukter, ekollon och liknande. Den kan även ta insekter. Mot slutet av vintern och början av våren förtär den mycket svamp.
Själv utgör arten byte för skunkar, vesslor, mårdar, tamkatter och ett flertal ugglor och hökar.

## Utbredning
Arten förekommer vid Kaliforniens nordvästra kust.

## Status
IUCN kategoriserar arten globalt som livskraftig, och populationen är stabil. Inga hot mot arten är listade.